# 蘭道夫 (亞利桑那州)
蘭道夫（英語：Randolph）是位於美國亞利桑那州皮納爾縣的一個非建制地區。該地的面積和人口皆未知。

## 地理
蘭道夫的座標為32°55′01″N 111°30′53″W / 32.91694°N 111.51472°W，而該地的平均海拔高度為439米（即1440英尺）。